# Józef Staroń
Józef Staroń (ur. 11 lutego 1940, zm. 18 lipca 1999) – polski kolarz, medalista mistrzostw Polski, mistrz Polski w wyścigu indywidualnym ze startu wspólnego (1965) oraz w drużynowym wyścigu torowym na 4000 m (1965, 1966)
Startował w barwach klubu Włókniarz Łódź. Jego największymi sukcesami były mistrzostwo Polski w wyścigu indywidualnym ze startu wspólnego (1965) oraz wicemistrzostwo w tej samej konkurencji w 1964. Dwukrotnie wygrywał etapy w Tour de Pologne (1963 i 1968), najlepszy wynik w klasyfikacji końcowej osiągając w 1965 (9. miejsce).
Z drużyną Włókniarza sięgnął dwukrotnie po mistrzostwo Polski w drużynowym wyścigu torowym na 4000 m (1965, 1966).
Po jego śmierci w Aleksandrowie Łódzkim organizowany jest wyścig kolarski weteranów poświęcony jego imieniu.